# Далас Оупън
Далас Оупън (на английски: Dallas Open) е професионален турнир по тенис за мъже от ATP Tour 250, който се провежда в Далас, Тексас, играе се на закрити твърди кортове. Събитието се провежда в Styslinger/Altec Tennis Complex в кампуса на Южния методистки университет.

## История
Турнирът е преместен тук от Юниъндейл, Ню Йорк, където е известен като Ню Йорк Оупън.  През 2022 г. Далас Оупън отбелязва завръщането на турнира от ATP Tour в Далас, тъй като последното Далас Оупън се проведе през 1983 г.  От 2025 г. този турнир ще бъде надграден до събитие от ниво ATP 500. 

## Финали
| Година          | Шампион         | Финалист        | Резултат                             |
| --------------- | --------------- | --------------- | ------------------------------------ |
| 2025            | Денис Шаповалов | Каспер Рууд     | 7 – 6(7–5), 6 – 3                    |
| ↑ ATP Тур 500 ↑ |                 |                 |                                      |
| 2024            | Томи Пол        | Маркос Гирон    | 7 – 6(7–3), 5 – 7, 6 – 3             |
| 2023            | У Ибин          | Джон Иснър      | 6 – 7(3–7), 7 – 6(7–3), 7 – 6(14–12) |
| 2022            | Райли Опелка    | Дженсън Бруксби | 7 – 6(7–5), 7 – 6(7–3)               |